# Episodi di 21 Jump Street (terza stagione)
La terza stagione della serie televisiva 21 Jump Street è stata trasmessa in anteprima negli Stati Uniti d'America dalla Fox dal 6 novembre 1988 al 21 maggio 1989.
| nº | Titolo originale                        | Titolo italiano | Prima TV USA     | Prima TV Italia |
| -- | --------------------------------------- | --------------- | ---------------- | --------------- |
| 1  | Fun with Animals                        |                 | 6 novembre 1988  |                 |
| 2  | Slippin' Into Darkness                  |                 | 11 novembre 1988 |                 |
| 3  | The Currency We Trade In                |                 | 20 novembre 1988 |                 |
| 4  | Coach of the Year                       |                 | 27 novembre 1988 |                 |
| 5  | Whose Choice Is It Anyway?              |                 | 11 dicembre 1988 |                 |
| 6  | Hell Week                               |                 | 18 dicembre 1988 |                 |
| 7  | The Dragon and the Angel                |                 | 15 gennaio 1989  |                 |
| 8  | The Blu Flu                             |                 | 29 gennaio 1989  |                 |
| 9  | Swallowed Alive                         |                 | 5 febbraio 1989  |                 |
| 10 | What About Love?                        |                 | 12 febbraio 1989 |                 |
| 11 | Woolly Bullies                          |                 | 19 febbraio 1989 |                 |
| 12 | The Dreaded Return of Russell Buckins   |                 | 26 febbraio 1989 |                 |
| 13 | A.W.O.L.                                |                 | 19 marzo 1989    |                 |
| 14 | Nemesis                                 |                 | 26 marzo 1989    |                 |
| 15 | Fathers and Sons                        |                 | 9 aprile 1989    |                 |
| 16 | High High                               |                 | 23 aprile 1989   |                 |
| 17 | Blinded by the Thousand Points of Light |                 | 30 aprile 1989   |                 |
| 18 | Next Victim                             |                 | 7 maggio 1989    |                 |
| 19 | Loc'd Out (Part 1)                      |                 | 14 maggio 1989   |                 |
| 20 | Loc'd Out (Part 2)                      |                 | 21 maggio 1989   |                 |